# Nina Yankowitz
Nina Yankowitz es una artista visual estadounidense conocida por su trabajo en tecnología de nuevos medios de comunicación, trabajos públicos concretos, y arte de instalación. Es becaria del NEA (Agencia Nacional para las Artes) y ganadora del Premio de la Fundación Pollack-Krasner.

## Vida personal
Yankowitz nació en Newark, Nueva Jersey, y vivió en South Orange. Graduada en el Instituto de Columbia y más tarde en la Escuela de Artes Visuales de Nueva York en 1969. Yankowitz se convirtió en miembro de la facultad en la escuela de postgrado de Universidad de Massachusetts Amherst en 1971. Durante el otoño de 1975, Yankowitz fue artista visitante residente en el Instituto de Arte de Chicago, donde conoció a su futuro esposo, el arquitecto Barry Holden. Yankowitz y Holden se volvieron a encontrar en la década de 1980 en Nueva York y se casaron en 1986. Tuvieron un hijo, Ian, en 1989, quien es un galardonado director de cine y documentales.

## Proyectos de arte
Yankowitz crea proyecciones de video y / o instalaciones de obras de arte basadas en el tiempo y obras de arte permanentes ubicadas en el ámbito público. A veces trabaja con equipos de tecnología para crear juegos interactivos. Ella afirma:
"Para mejorar el conocimiento individual de las condiciones sociales o ambientales, a veces infundo juegos interactivos y herramientas de redes sociales en elementos esculturales o virtuales en mis instalaciones. Mis proyecciones de video se crean para desafiar y estirar las definiciones de realidad comúnmente aceptadas ".

### Criss~Cruzando El Divino
Criss ~ Crossing The Divine es un santuario virtual que aborda la intolerancia religiosa en constante expansión que alimenta el ISIS y las guerras mundiales. Los visitantes juegan a los juegos interactivos del equipo mientras que los maniquíes robóticos, que representan a devotos de cada fe, realizan un gesto por excelencia como cuando los actores se comunican en el escenario en su video proyectado en una pared. Las personas usan varillas interactivas para seleccionar temas y asignar más o menos importancia a cada tema que seleccionan mientras el software del equipo analiza e integra todas las asignaciones más o menos importantes que hace la persona.  Este proceso finalmente determina qué trescientas escrituras codificadas por colores aparecerán. El participante se sorprende a menudo por lo que encuentran después de visitar un sitio web para aprender de qué religiones se obtuvieron sus resultados de las escrituras codificadas por colores. Al jugar los juegos desarrollados con el equipo global, reconoce que a medida que el mundo cambia, nuestras perspectivas personales cambian y, en consecuencia, cambia lo que buscamos dentro de las escrituras.Esto asegura que este tipo de búsqueda nunca podrá establecerse en un surco permanente. El objetivo es hacer nuevas preguntas que arrojen nuevas perspectivas de misiones individuales, ad infinitum y sin amén. Es una versión actualizada de "CROSSINGS" 